# 塩尻駅

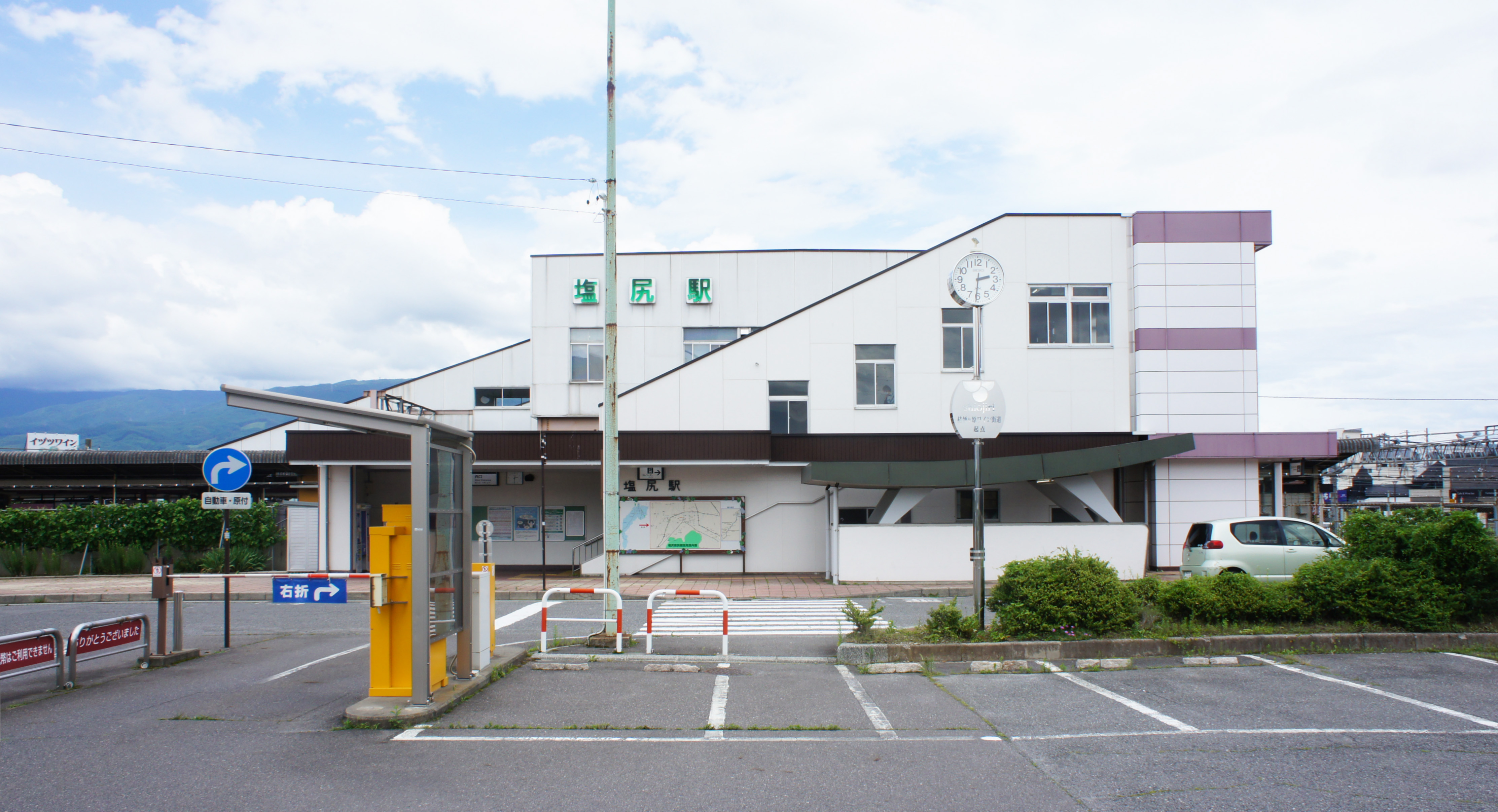
西口（2021年7月）

塩尻駅（しおじりえき）は、長野県塩尻市大門八番町にある、東日本旅客鉄道（JR東日本）・東海旅客鉄道（JR東海）・日本貨物鉄道（JR貨物）の駅である。

## 概要

塩尻駅付近の路線図。塩尻駅からは路線が4方向へ延びている。

東京 - 名古屋の二つの都市圏を結ぶ中央本線を所属線とし、当駅を起点として長野県の二大都市である長野・松本方面への篠ノ井線が接続する、要衝となる駅である。また、中央本線はみどり湖駅経由の本線と辰野駅経由の支線が分岐しており、合計4方向へ路線が延びるターミナル駅となっている。
1987年（昭和62年）の日本国有鉄道（国鉄）の分割民営化以降、中央本線の旅客営業においては当駅がJR東日本とJR東海の境界駅となっており、当駅より東（東京側）の本線と辰野駅経由の支線および篠ノ井線はJR東日本が、西（名古屋側）はJR東海が管轄している。中央本線のうちJR東日本の管轄部分を中央東線（ちゅうおうとうせん）、JR東海の管轄部分を中央西線（ちゅうおうさいせん）と呼び区別することがある（東線・西線の呼称は国鉄時代からある）。当駅施設はJR東日本が所有・管理しており、JR東日本・JR東海の管理境界点は中央西線の第一場内信号機のところにある分界標識に明示されている。また、4方向とも、JR貨物が第二種鉄道事業者として貨物営業を行っている。
特急列車は一部を除く「あずさ」と全ての「しなの」が停車する。普通列車は中央東線（本線）・中央西線それぞれから来る列車のほとんどが篠ノ井線を通じて松本駅まで乗り入れているのに対し、中央東線・中央西線を当駅でまたぐ定期列車は存在せず、運行系統が完全に分断されている。
中央本線の辰野経由の支線（旧線）を含めた当駅以東と篠ノ井線松本駅までが東京近郊区間となり、東京近郊区間の駅では最も西に位置する。中央本線当駅 - 中津川駅間や辰野経由の支線では交通系ICカードを利用できない。

## 歴史

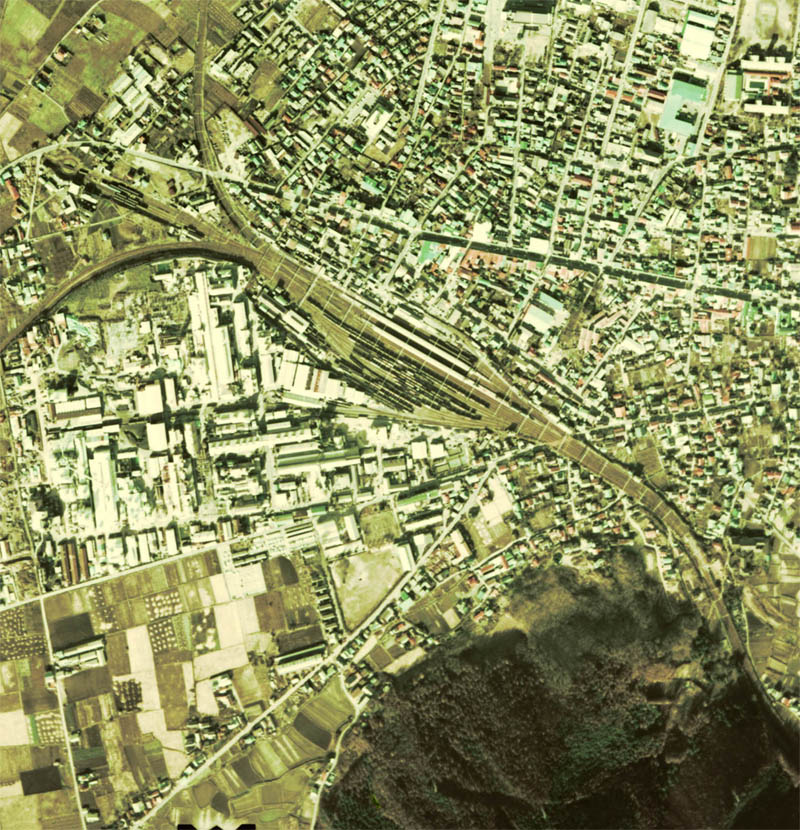
1975年（昭和50年）当時の駅舎の俯瞰画像。上は篠ノ井線、左は中央西線、右下は中央東線本線（現辰野支線）。中央西線と篠ノ井線直通列車はスイッチバックする必要があった。

- 1902年（明治35年）12月15日：鉄道院中央線の松本駅からの延伸時に終着駅として開業。一般駅。
- 1906年（明治39年）6月11日：中央線が辰野駅経由で岡谷駅から延伸[3][4]。
- 1909年（明治42年）12月1日：中央線が奈良井駅まで延伸[3][4]。
- 1949年（昭和24年）6月1日：日本国有鉄道に移管[5]。
- 1978年（昭和60年）10月16日：昭和天皇が第33回国民体育大会に合わせて県内を行幸。お召し列車が塩尻駅発、原宿駅着で運転[6]。
- 1982年（昭和57年）
  - 2月13日：専用線発着を除く車扱貨物の取り扱いを廃止[4]。
  - 5月17日：移転、駅舎新築[1]。旧位置は操車場として引き続き使用[1]。
- 1983年（昭和58年）7月5日：みどり湖駅経由の中央本線新線が開通[4]。
- 1985年（昭和60年）3月14日：荷物の扱いを廃止[2]。
- 1987年（昭和62年）4月1日：国鉄分割民営化により、JR東日本・JR貨物の駅となる[7]。
- 2000年（平成12年）3月：貨物列車の発着がなくなる。
- 2005年（平成17年）12月19日：自動改札機の稼動を開始。
- 2014年（平成26年）4月1日：ICカード「Suica」の利用が可能となる[8]。東京近郊区間に編入される[8]。
- 2025年（令和7年）2月：駅番号にCO 61およびSN 01を設定[9]。

## 駅構造
島式ホーム3面6線を有する地上駅で、橋上駅舎を持つ。
直営駅（駅長配置）であり、管理駅として、中央本線・みどり湖駅、辰野支線・辰野駅 - 小野駅間、篠ノ井線・広丘駅を管理している。
駅舎内にはみどりの窓口、自動券売機、指定席券売機、自動改札機、エレベーター（改札内外）が設置されている。待合室やホーム上には、キオスク、売店「NewDays」、立ち食いそばがある。改札内1・2番線ホーム寄りに日本一間口の狭い立ち食いそば屋がある。改札の外とホームにトイレが設置されている（3番線・4番線ホームを除く）。多目的トイレは改札外にある。
3・4番線ホームには、「一駅一名物」として、塩尻特産のブドウ（メルロー種）の木柵があり、地元の人々が管理している。秋には収穫も行われる。
全てののりばにて発車ベルが用いられる。
かつては中央東線寄りに駅施設が置かれていたが、1982年（昭和57年）5月に現在地となる篠ノ井線側に移転して、中央本線は当駅でスイッチバックする線形となった。旧本線も連絡線として存置され、デルタ線を形成している。
駅施設の移転後、塩尻駅をまたいで中央東線と中央西線を直通運転した営業列車は臨時列車だけである（詳細は「中央本線#中央東・西線直通列車」を参照）。この両路線を結ぶ連絡線は塩尻駅の東京・名古屋寄りにあるため、直通運転するには以下のいずれかの方法以外ではできない。
1. 連絡線を通る（旅客ホームを経由しない）。
2. 当駅で方向転換する。
3. 当駅を行き過ぎて松本駅など当駅より北の駅で折り返し、当駅に戻り西線もしくは東線に直通する。
  - この場合、特別乗車扱いとなる

なお、塩尻駅で方向転換をして中央東線・中央西線の直通運転をする場合は全方向に対応している4番線を使用する必要がある。飯田線向けの回送列車・臨時列車の場合はこの4番線と岡谷駅で2回スイッチバックが行われるため、豊橋駅経由の編成と向きが逆転することはない。

### 駅移転前
移転前は島式ホーム2面4線と中線を有する地上駅で、中央本線の東京方面（中央東線）と名古屋方面（中央西線）がスルー可能な配線になっており、その一方で中央西線と篠ノ井線の間を直通する列車（「しなの」・「ちくま」など）がスイッチバックを強いられていた（東海道新幹線開業前は中央本線も東海道本線の迂回路線としての機能を兼ねていたため）。
ホームは、主に1番線が中央本線上り（東京方面）、2番線が中央本線下り（名古屋方面）、3番線が中央本線上り（名古屋方面）からの篠ノ井線下り（篠ノ井方面）、4番線が中央本線下り（東京方面）からの篠ノ井線下り（篠ノ井方面）で、待避のタイミングなどで1・2番線と3・4番線は相互に使用していた。
なお、旧駅の着発線は通称「塩尻大門」として残されており、主に貨物列車が待避するために用いられている。JR貨物の塩尻機関区はここに接して置かれている。駅移転に伴う廃止により島式ホームは撤去されたが、旧駅舎側に旧ホーム跡が残されており列車からレンガ積みを確認できる。旧駅跡地へは塩尻市役所から南へ道なりに直進するとアクセスできる。旧駅舎の跡地には現在スポーツ複合施設「ヘルスパ塩尻」となっている。駅前広場跡のロータリーは長時間駐車禁止となっている。

### のりば
| 番線     | 路線                         | 行先                     | 備考                       |
| -------- | ---------------------------- | ------------------------ | -------------------------- |
| 1        | 中央東線                     | 上諏訪・小淵沢・新宿方面 |                            |
| 2        | 篠ノ井線                     | 松本・篠ノ井・長野方面   | 中央東線方面から           |
| 3        | 篠ノ井線                     | 松本・篠ノ井・長野方面   | 一部の列車                 |
| 3        | ■中央東線                    | 辰野方面                 | 一部列車は1・4番線から発車 |
| 3        | ■中央東線                    | 上諏訪・小淵沢・新宿方面 | 一部の列車                 |
| 4        | ■中央東線                    | 上諏訪・小淵沢・新宿方面 |                            |
| 篠ノ井線 | 松本・篠ノ井・長野方面       |                          |                            |
| 中央西線 | 木曽福島・中津川・名古屋方面 | 主に待避・始発列車       |                            |
| 中央西線 | 木曽福島・中津川・名古屋方面 | 5                        |                            |
| 6        | 篠ノ井線                     | 松本・篠ノ井・長野方面   | 中央西線方面から           |

主にみどり湖経由の中央東線は1番線、中央西線は5番線、篠ノ井線は2番線または6番線、辰野方面は3番線に発着する。

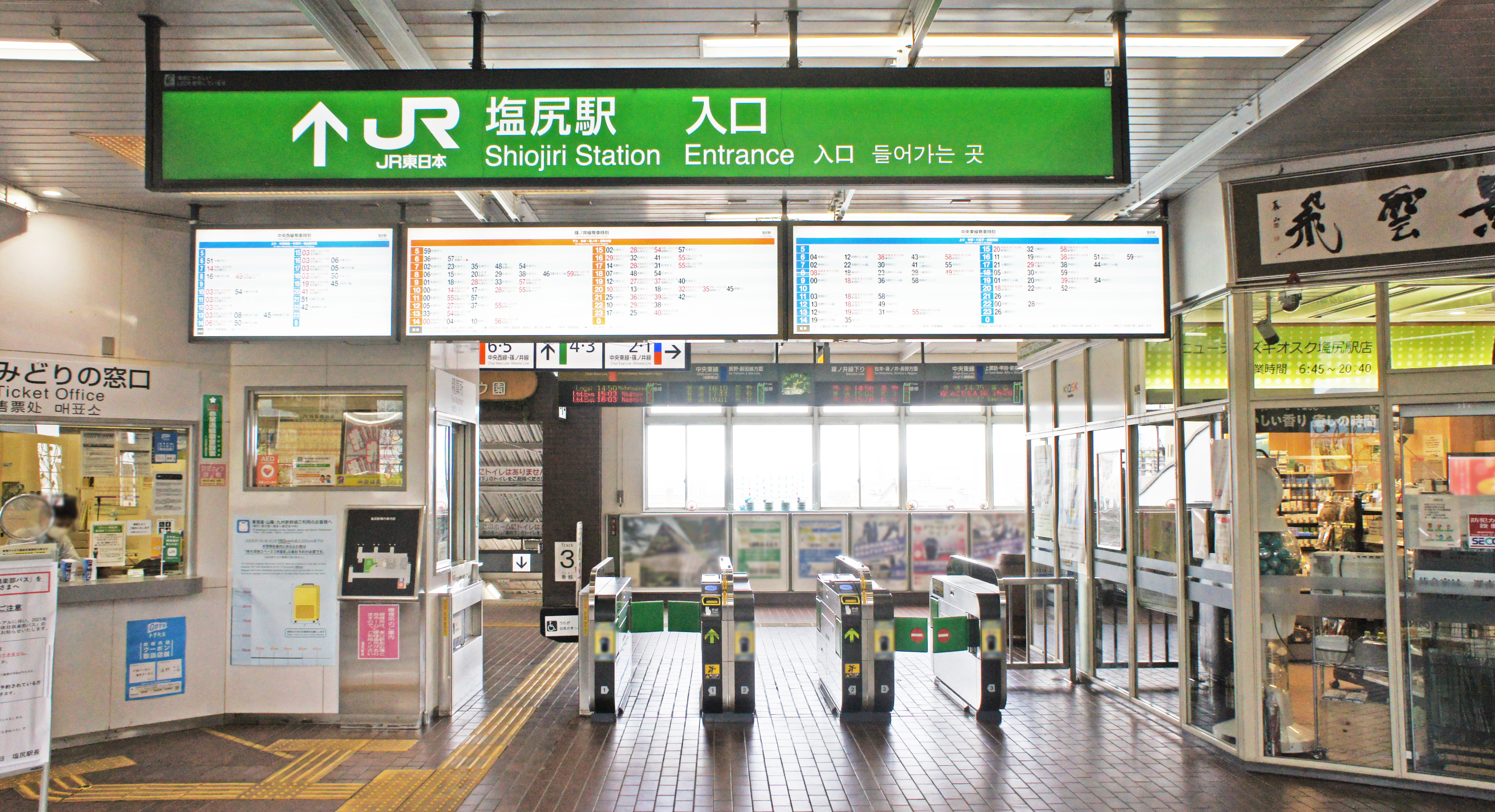
改札口（2021年7月）
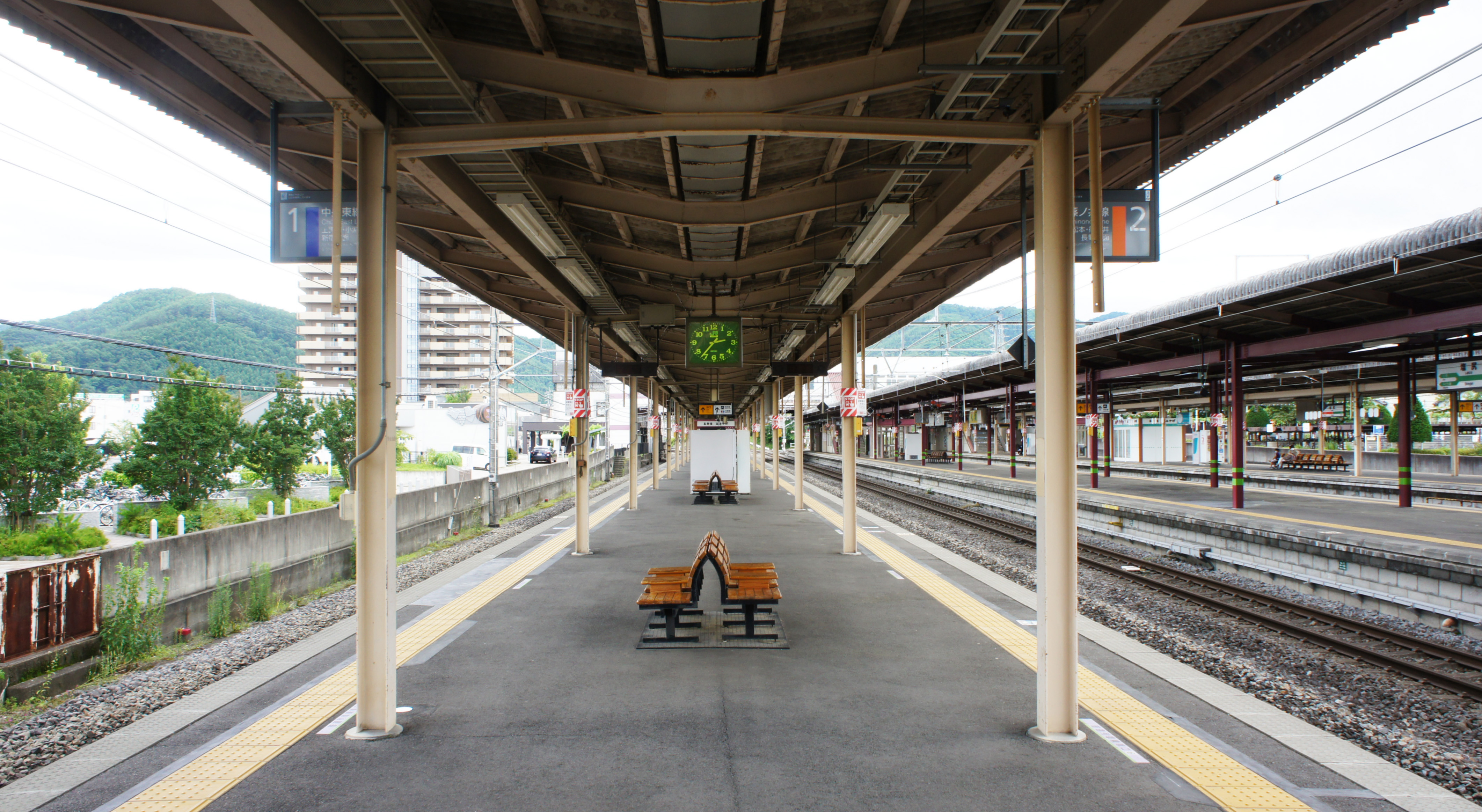
1・2番線ホーム（2021年7月）
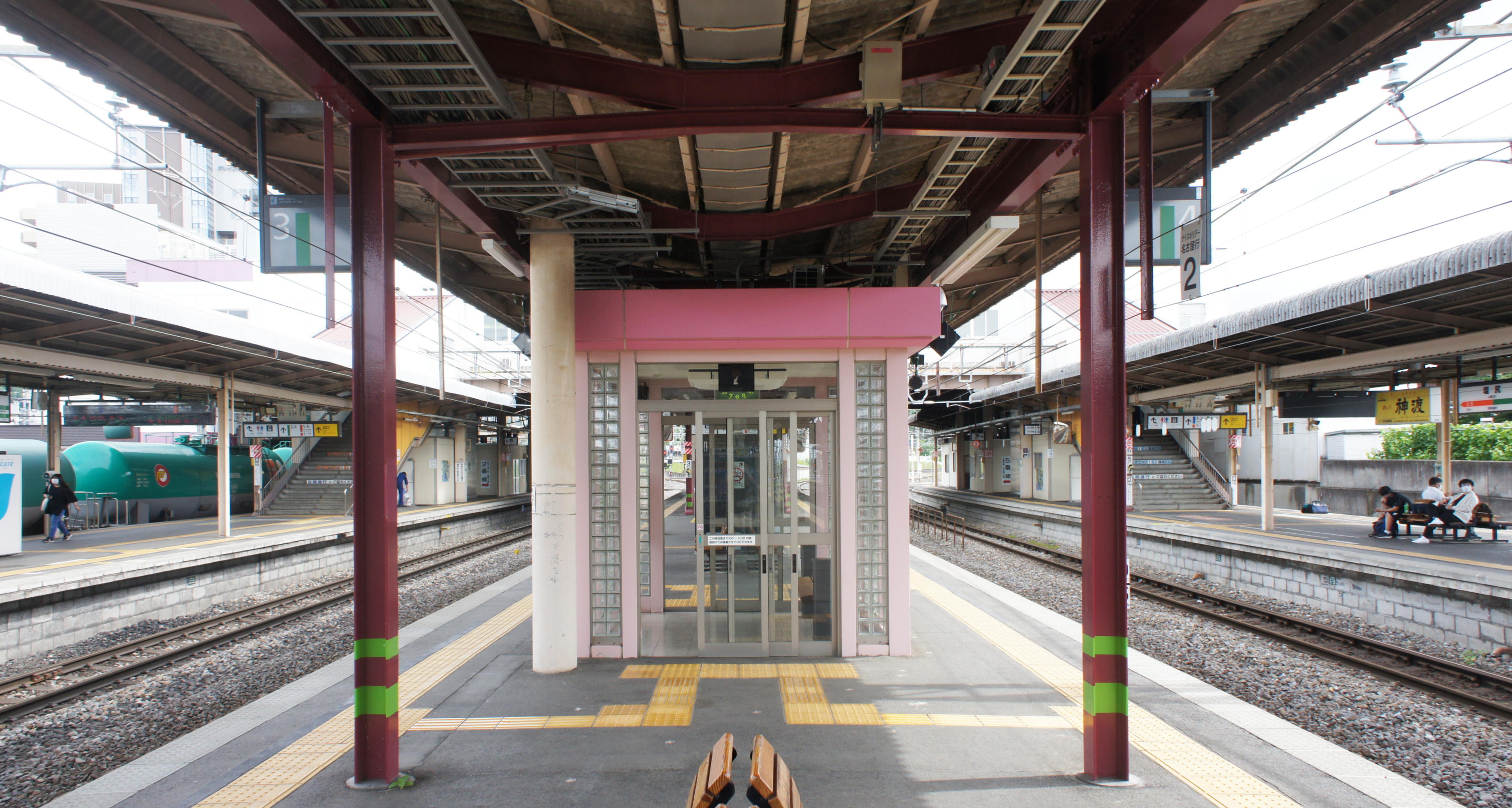
3・4番線ホーム（2021年7月）
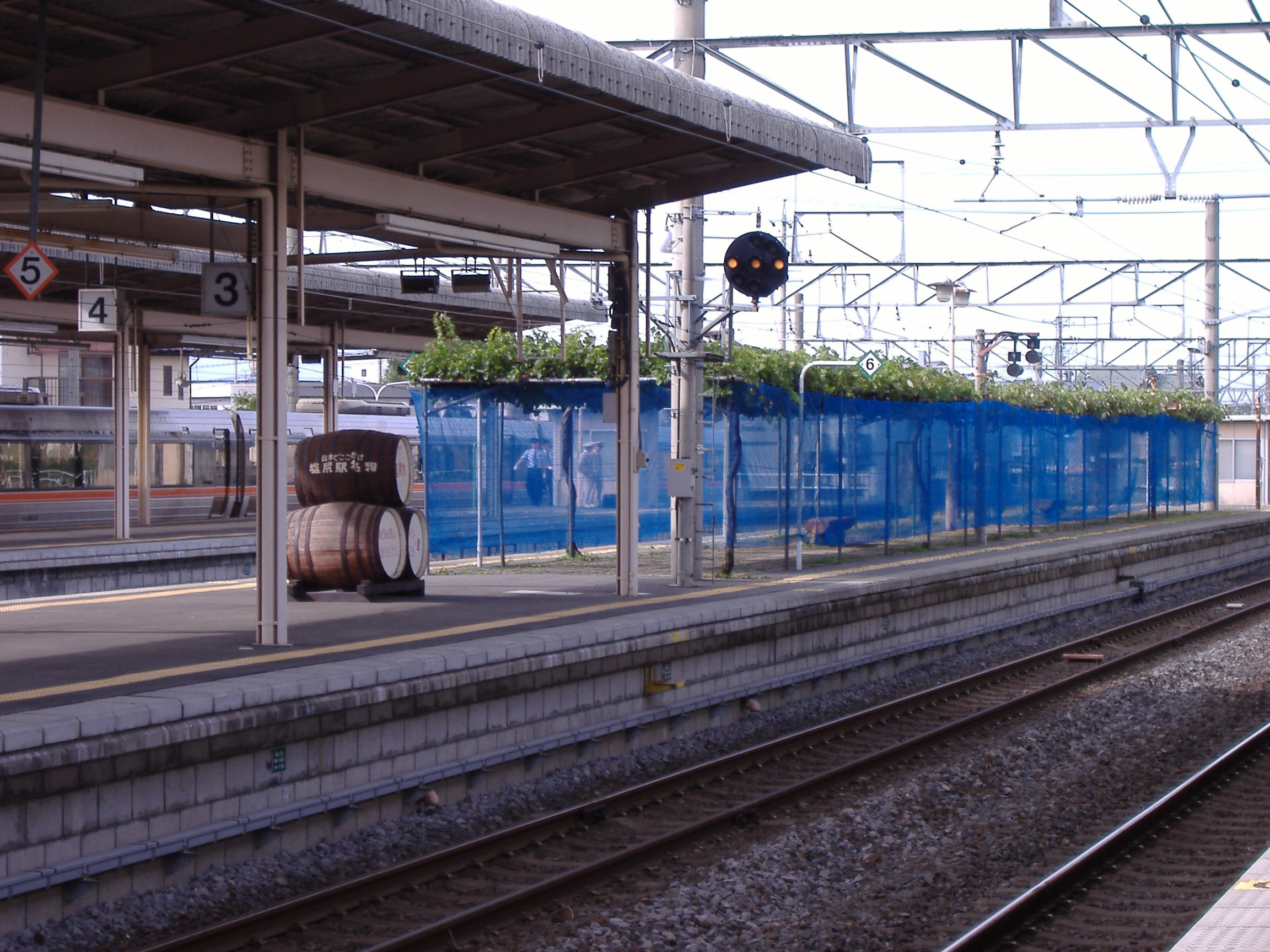
3・4番線ホームにあるブドウの木柵（2006年9月）
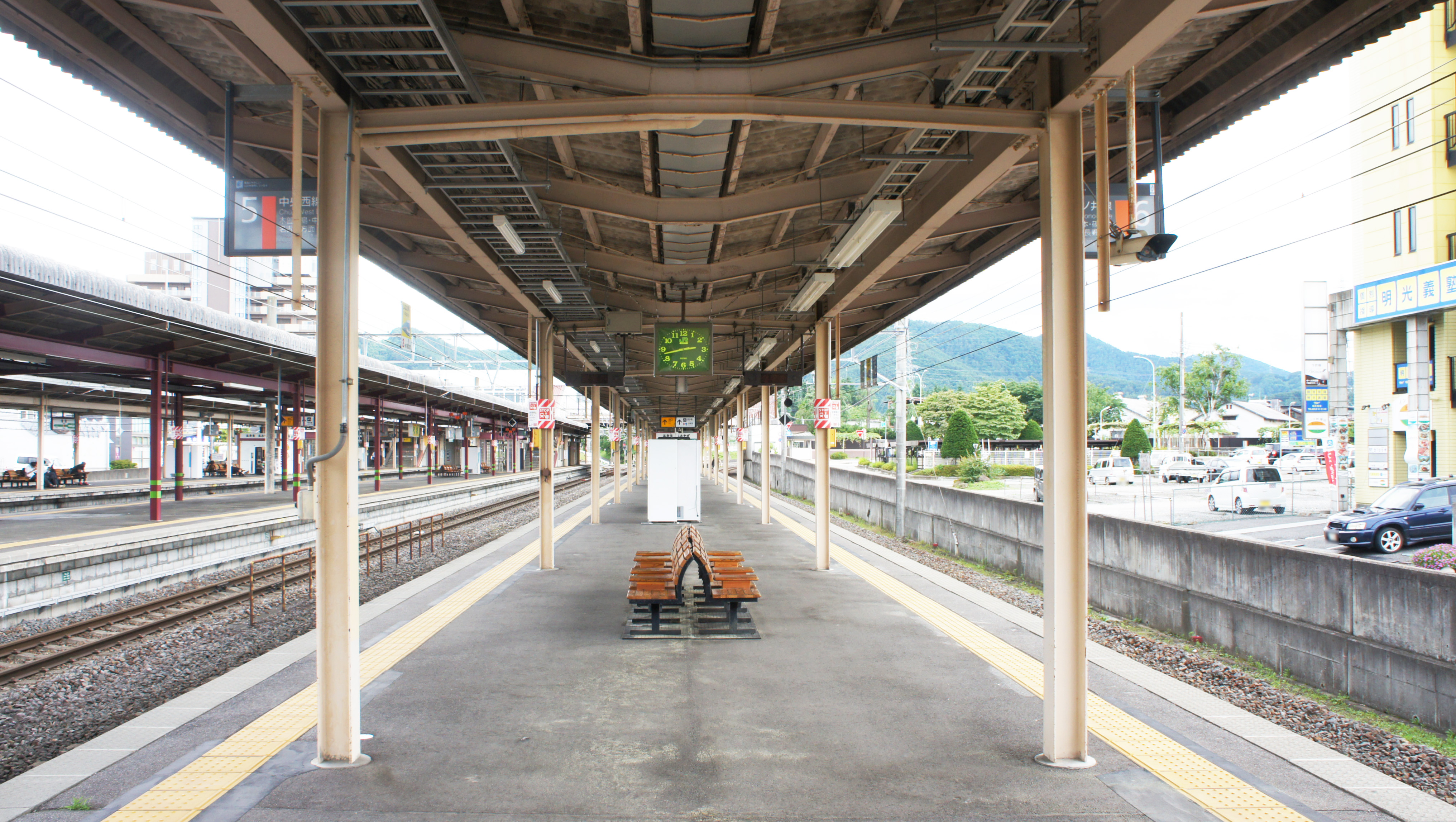
5・6番線ホーム（2021年7月）
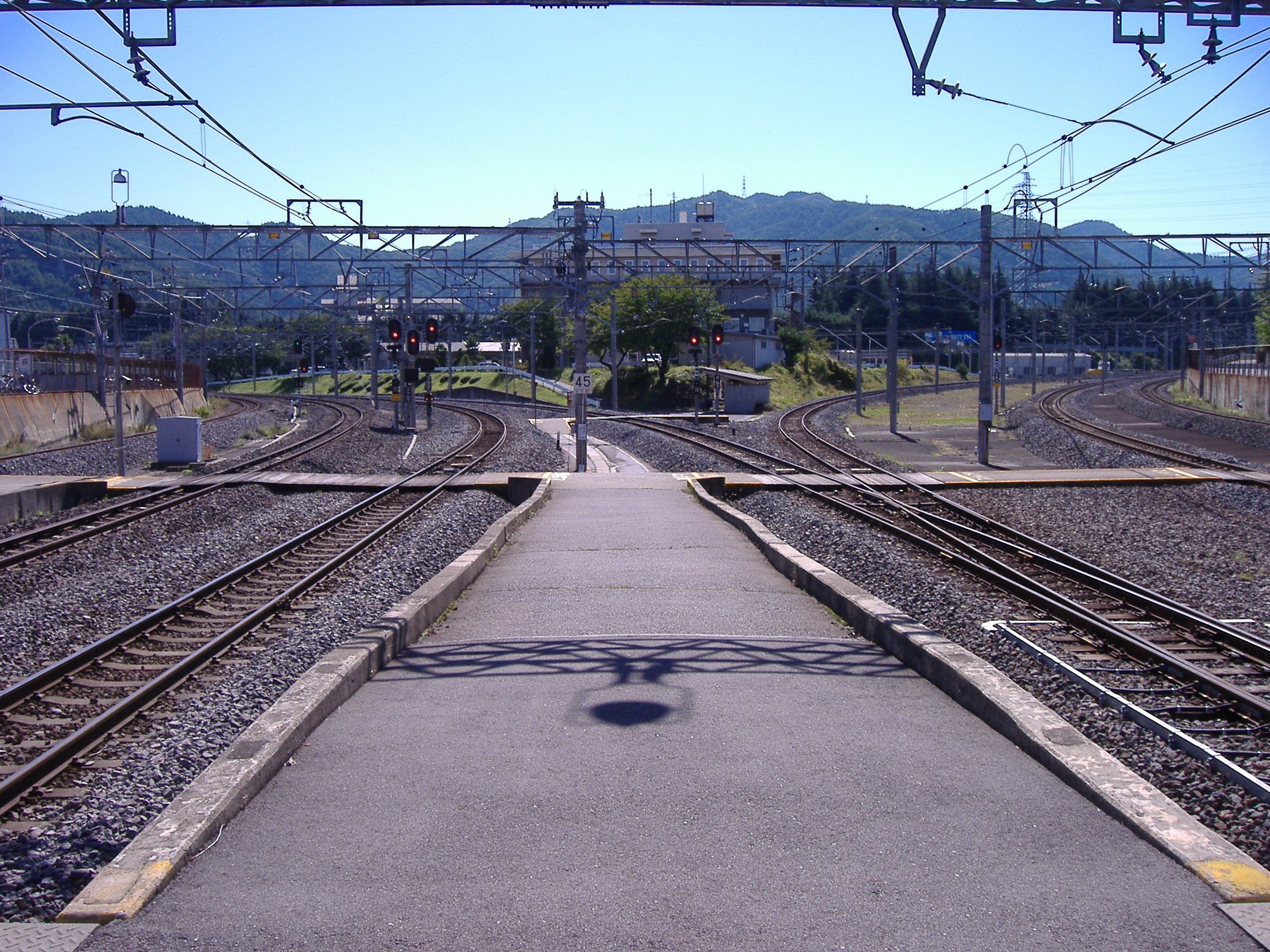
駅南方にある中央本線の分岐（2006年10月） 左がみどり湖・小野方面、右が洗馬方面

## 貨物取扱
現在、JR貨物の駅は車扱貨物の臨時取り扱い駅となっており、貨物列車の発着はない。貨物設備もなく、専用線も当駅には接続していない。
2000年（平成12年）3月まで旧駅跡地の「塩尻大門」から分岐し、その西側にある昭和電工塩尻事業所へ至る専用線があった。新興駅発送の酸化アルミニウム（アルミナ）輸送が行われていたが、コンテナ化に伴い3月17日の新興駅発送をもって廃止された。
また、有蓋車用の貨物ホームも設置されていたが、駅移転に伴い、1982年（昭和57年）に廃止された。

## 駅弁
主な駅弁は下記の通り。
- 山里おつまみ弁当
- アルプス道づれおむすび弁当
- 信州和風牛肉弁当

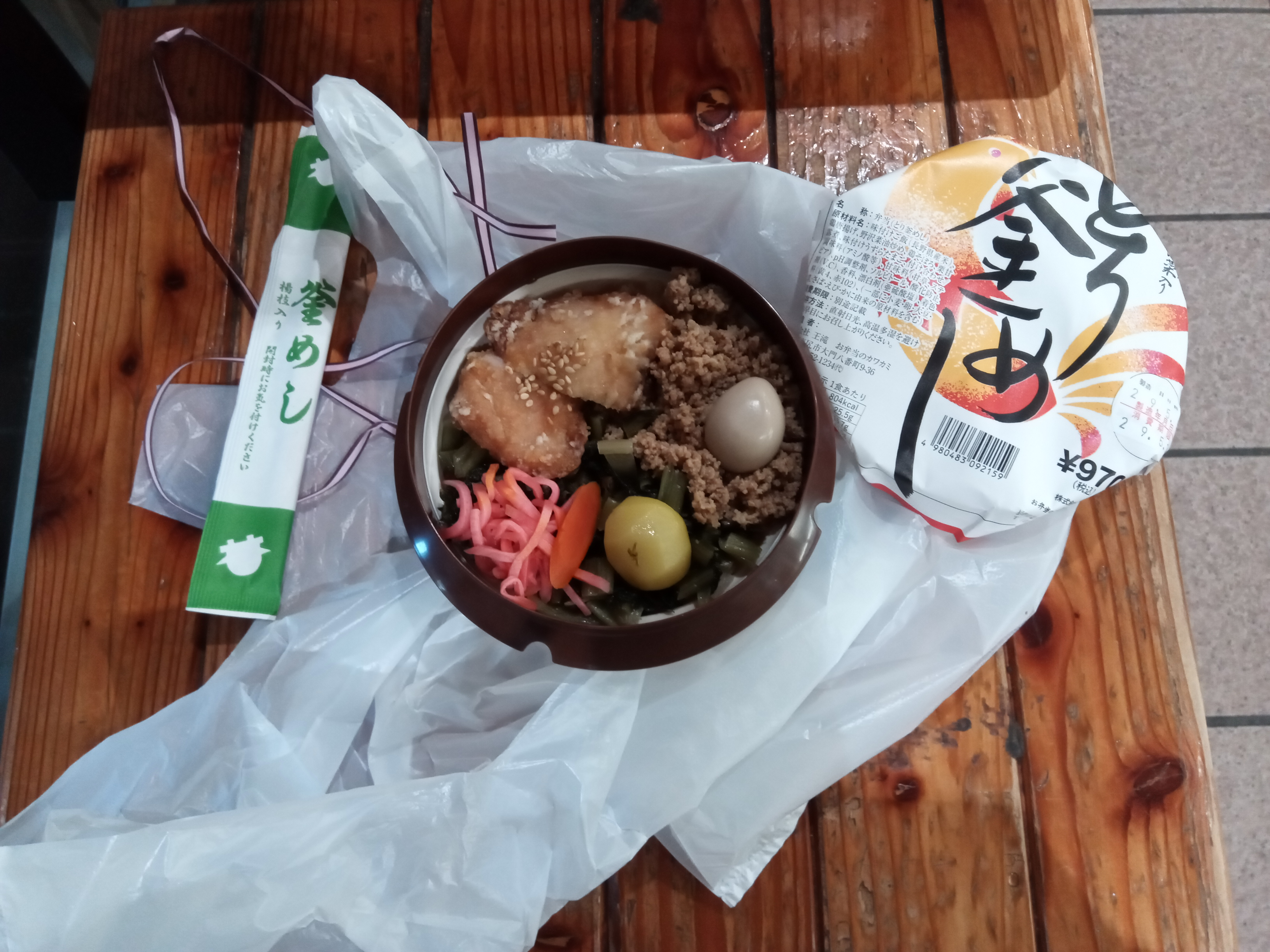
山菜釜めし
- 山菜ちらし寿司
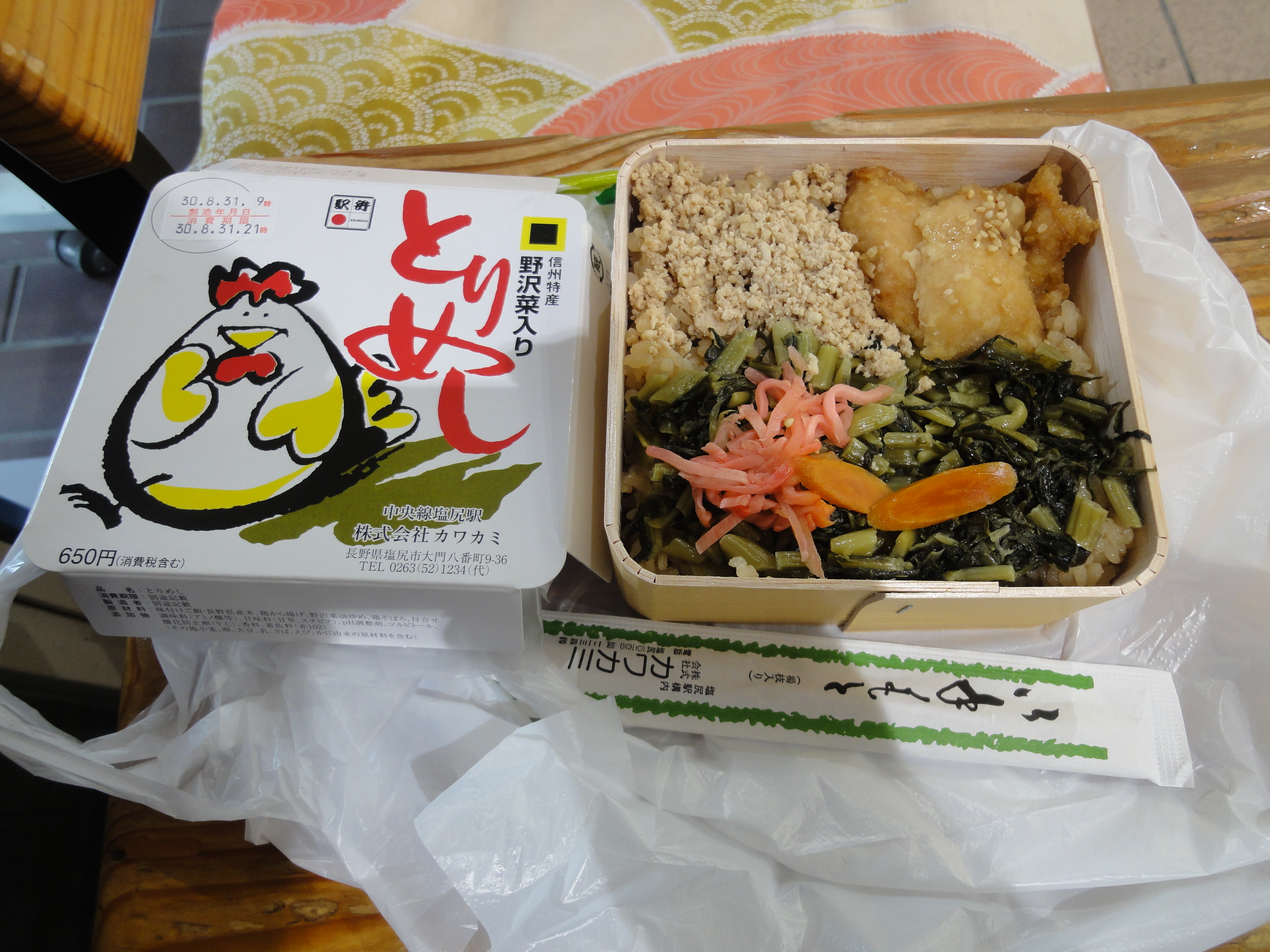
とり釜めし
- とりめし

- とり釜めし
- とりめし

## 駅そば

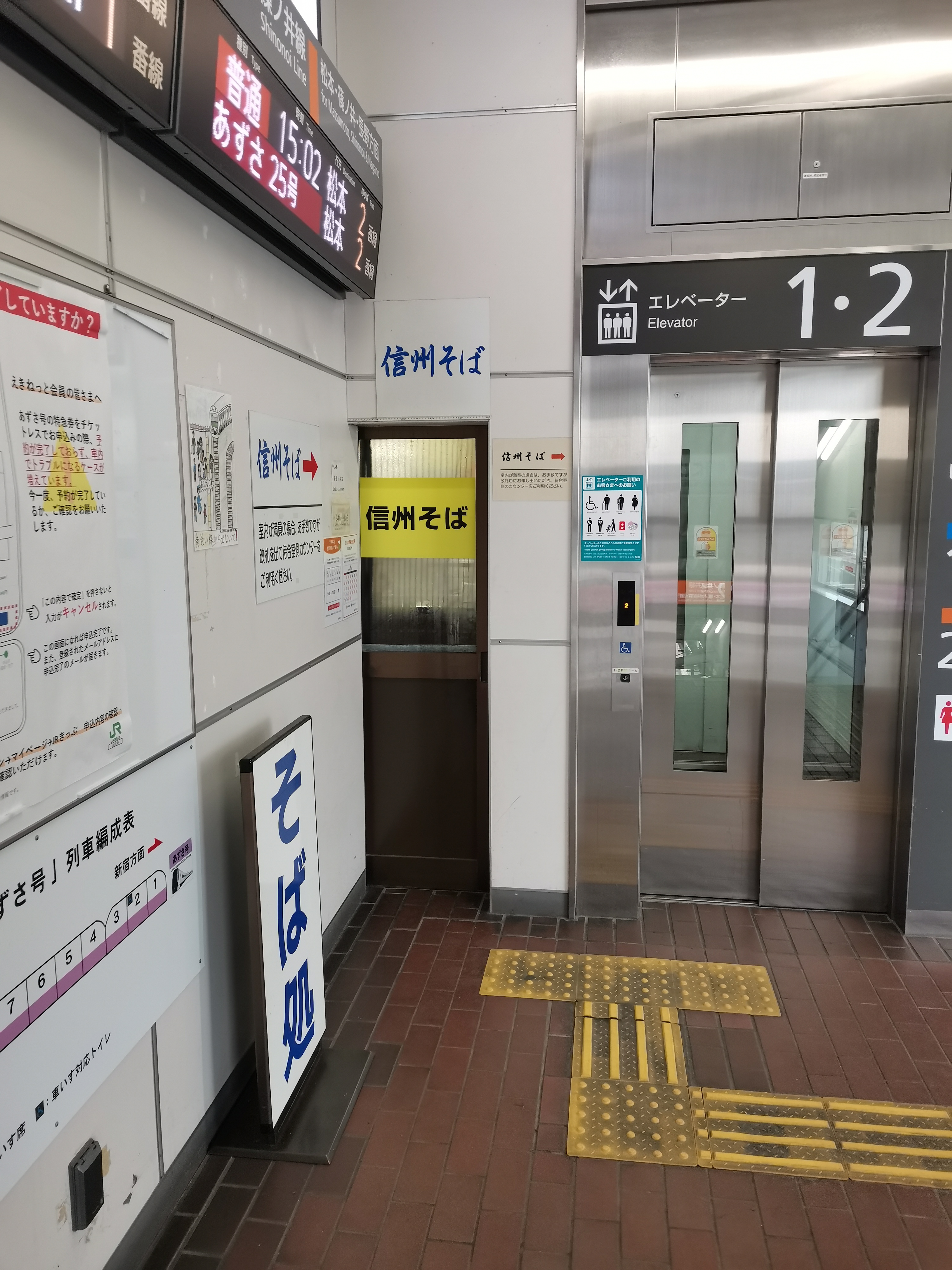

- そば処 桔梗 - 榑木野が経営するそば・うどん店。月・火曜日定休。改札内に2席、改札外に4席を有する[12]。特に改札内の店舗出入口は間口の幅がわずか50cm、店内も2名分の空間しかなく、日本一の狭さと言われることがある[13]。この構造は2002年10月に駅のバリアフリー化工事で隣接地にエレベーターが設置されたことによるもので[13]、その際に店舗の経営をJRから継承した[12]。改札内が満席の場合は改札外の席に案内しており、待合室のベンチに座り蕎麦をすする客の姿もある[13]。

## 利用状況
JR東日本によると、2023年度（令和5年度）の1日平均乗車人員は3,908人である。
2000年度（平成12年度）以降の推移は以下のとおりである。なお、この統計には各線の乗り換え客は含まれていない。
| 1日平均乗車人員推移 | 1日平均乗車人員推移 | 1日平均乗車人員推移 | 1日平均乗車人員推移 | 1日平均乗車人員推移 |
| 年度                | 定期外              | 定期                | 合計                | 出典                |
| ------------------- | ------------------- | ------------------- | ------------------- | ------------------- |
| 2000年（平成12年）  |                     |                     | 3,943               | [ 利用客数 2 ]      |
| 2001年（平成13年）  |                     |                     | 3,895               | [ 利用客数 3 ]      |
| 2002年（平成14年）  |                     |                     | 3,888               | [ 利用客数 4 ]      |
| 2003年（平成15年）  |                     |                     | 3,832               | [ 利用客数 5 ]      |
| 2004年（平成16年）  |                     |                     | 3,758               | [ 利用客数 6 ]      |
| 2005年（平成17年）  |                     |                     | 3,623               | [ 利用客数 7 ]      |
| 2006年（平成18年）  |                     |                     | 3,663               | [ 利用客数 8 ]      |
| 2007年（平成19年）  |                     |                     | 3,701               | [ 利用客数 9 ]      |
| 2008年（平成20年）  |                     |                     | 3,679               | [ 利用客数 10 ]     |
| 2009年（平成21年）  |                     |                     | 3,604               | [ 利用客数 11 ]     |
| 2010年（平成22年）  |                     |                     | 3,699               | [ 利用客数 12 ]     |
| 2011年（平成23年）  |                     |                     | 3,775               | [ 利用客数 13 ]     |
| 2012年（平成24年）  | 1,439               | 2,444               | 3,883               | [ 利用客数 14 ]     |
| 2013年（平成25年）  | 1,464               | 2,479               | 3,944               | [ 利用客数 15 ]     |
| 2014年（平成26年）  | 1,413               | 2,372               | 3,785               | [ 利用客数 16 ]     |
| 2015年（平成27年）  | 1,533               | 2,447               | 3,981               | [ 利用客数 17 ]     |
| 2016年（平成28年）  | 1,551               | 2,545               | 4,097               | [ 利用客数 18 ]     |
| 2017年（平成29年）  | 1,628               | 2,587               | 4,215               | [ 利用客数 19 ]     |
| 2018年（平成30年）  | 1,662               | 2,634               | 4,297               | [ 利用客数 20 ]     |
| 2019年（令和元年）  | 1,721               | 2,629               | 4,351               | [ 利用客数 21 ]     |
| 2020年（令和02年）  | 752                 | 2,455               | 3,208               | [ 利用客数 22 ]     |
| 2021年（令和03年）  | 843                 | 2,371               | 3,215               | [ 利用客数 23 ]     |
| 2022年（令和04年）  | 1,205               | 2,406               | 3,612               | [ 利用客数 24 ]     |
| 2023年（令和05年）  | 1,501               | 2,407               | 3,908               | [ 利用客数 1 ]      |

## 駅周辺
塩尻の市街地は駅の東側に広がるが、歴史的経緯からやや離れた場所に位置する。

### 東口
- 塩尻市役所[1]
- 長野県塩尻志学館高等学校[1]
- 塩尻市文化会館レザンホール[1]
- 塩尻インキュベーションプラザ（アヴァシス、信州大学、塩尻市による産学官連携施設）
- 塩尻市立図書館（塩尻市民交流センター えんぱーく）
- ウィングロード
- 東座（映画館）
- 松本信用金庫塩尻支店
- 長野銀行塩尻支店
- しおじりコミュニティ放送
- エプソンダイレクト本社

### 西口
- 中南信運転免許センター[1]
- 桔梗ヶ原[1]
- 八十二銀行塩尻支店、塩尻西支店
- サントリー塩尻ワイナリー
- レゾナック塩尻事業所
- フルタ電機長野営業所
- 西友塩尻西店

## バス路線
塩尻駅近辺を走るバス路線は全て駅東口広場から発着している。西口広場に発着するバスはデマンドバスのるーと塩尻のみである。また付近を新宿と木曽福島を結ぶ高速バスが運行しており駅東側の駅前通り沿いにある「塩尻駅東入口」バス停に停車する。

### 駅東口広場
- 塩尻市地域振興バス：塩尻駅前（東口）を起点に楢川線・宗賀線・洗馬線・北小野線・片丘線・塩尻北部線の6路線が設定されている。
- サッカー 松本山雅FC公式戦等開催日に、ホームの松本平広域公園総合球技場（サンプロアルウィン）行シャトルバスが東口から運行される[14]。
- デマンドバス のるーと塩尻：塩尻駅東口 大-1より主に市内各所へ運行している。予約制。

### 駅前通り
- 中央高速バス塩尻・木曽福島線：駅前通りに設置されている「塩尻駅東入口」停留所に発着、東京方面との間を結ぶ。（京王バス・おんたけ交通の共同運行）

### 駅西口広場
- デマンドバス のるーと塩尻 大-27：塩尻駅西口より主に市内各所へ運行している。予約制。

## その他
- 中央本線内の週末パスのフリーエリアは当駅までである。
- 当駅は交通系ICカードSuicaなどの対応駅だが、小野・辰野方面とJR東海の中央西線の木曽福島方面はTOICAさえも対象外である。
- JR東日本とJR東海の境界駅であるが、社界標識は当駅から中央西線沿いに約1 kmの地点に位置する宗賀学校踏切近くの場内踏切付近に明示されている。

## 隣の駅
東日本旅客鉄道（JR東日本）
 中央本線（中央東線）
- 特急「あずさ」一部停車駅、特急「しなの」停車駅

□快速・■普通（いずれも「みすず」含む）
みどり湖駅 (CO 60) - 塩尻駅 (CO 61)（篠ノ井線）
 篠ノ井線
□快速・■普通（いずれも「みすず」含む）
（中央本線）塩尻駅 (SN 01) - 広丘駅 (SN 02)* - 村井駅 (SN 03)
*:一部の快速列車は広丘駅を通過する。
■中央本線（辰野支線）
小野駅 - 塩尻駅
東海旅客鉄道（JR東海）
 中央本線（中央西線）
- 特急「しなの」停車駅

■普通
（広丘駅 -）塩尻駅 - 洗馬駅

### 記事本文
1. 1 2 3 4 5 6 7 8 9 10 11 12 13 14 15 16 17 18 19 20 21 22 23 24 25  信濃毎日新聞社出版部 編『長野県鉄道全駅』（増補改訂版）信濃毎日新聞社、2011年7月24日、54-55頁。ISBN 9784784071647。
2. 1 2  石野 1998, p. 184.
3. 1 2  歴史でめぐる鉄道全路線 国鉄・JR 5号、23頁
4. 1 2 3 4  石野 1998, p. 192.
5. ↑  歴史でめぐる鉄道全路線 国鉄・JR 5号、25頁
6. ↑  原武史『昭和天皇御召列車全記録』新潮社、2016年9月30日、148頁。ISBN 978-4-10-320523-4。
7. ↑  歴史でめぐる鉄道全路線 国鉄・JR 5号、27頁
8. 1 2  『Suicaの一部サービスをご利用いただける駅が増えます』（PDF）（プレスリリース）東日本旅客鉄道、2013年11月29日。オリジナルの2019年2月14日時点におけるアーカイブ。2020年3月24日閲覧。
9. ↑  『JR東日本長野支社管内へ「駅ナンバリング」を拡大します』（PDF）（プレスリリース）東日本旅客鉄道長野支社、2024年12月13日。オリジナルの2024年12月13日時点におけるアーカイブ。2024年12月16日閲覧。
10. 1 2 3 4 5 6 7 8  “JR東日本：駅構内図・バリアフリー情報（塩尻駅）”.   東日本旅客鉄道. 2025年5月21日閲覧。
11. ↑  『JTB時刻表 2025年3月号』JTBパブリッシング、2025年、521頁。
12. 1 2  “長野・塩尻 広い信州の狭いそば屋”. BS日テレ.   BS日本. 2025年5月27日閲覧。
13. 1 2 3  恵知仁 (2016年11月12日). “日本一狭い？　2人で満員、入口極小の駅そば店、なぜ誕生？”. 乗りものニュース (メディア・ヴァーグ) 2025年5月27日閲覧。
14. ↑  “交通アクセス”.   松本山雅FC. 2023年5月12日閲覧。

### 利用状況
1. 1 2  “各駅の乗車人員（2023年度）”.   東日本旅客鉄道. 2024年7月20日閲覧。
2. ↑  “各駅の乗車人員（2000年度）”.   東日本旅客鉄道. 2019年3月29日閲覧。
3. ↑  “各駅の乗車人員（2001年度）”.   東日本旅客鉄道. 2019年3月29日閲覧。
4. ↑  “各駅の乗車人員（2002年度）”.   東日本旅客鉄道. 2019年3月29日閲覧。
5. ↑  “各駅の乗車人員（2003年度）”.   東日本旅客鉄道. 2019年3月29日閲覧。
6. ↑  “各駅の乗車人員（2004年度）”.   東日本旅客鉄道. 2019年3月29日閲覧。
7. ↑  “各駅の乗車人員（2005年度）”.   東日本旅客鉄道. 2019年3月29日閲覧。
8. ↑  “各駅の乗車人員（2006年度）”.   東日本旅客鉄道. 2019年3月29日閲覧。
9. ↑  “各駅の乗車人員（2007年度）”.   東日本旅客鉄道. 2019年3月29日閲覧。
10. ↑  “各駅の乗車人員（2008年度）”.   東日本旅客鉄道. 2019年3月29日閲覧。
11. ↑  “各駅の乗車人員（2009年度）”.   東日本旅客鉄道. 2019年3月29日閲覧。
12. ↑  “各駅の乗車人員（2010年度）”.   東日本旅客鉄道. 2019年3月29日閲覧。
13. ↑  “各駅の乗車人員（2011年度）”.   東日本旅客鉄道. 2019年3月29日閲覧。
14. ↑  “各駅の乗車人員（2012年度）”.   東日本旅客鉄道. 2019年3月29日閲覧。
15. ↑  “各駅の乗車人員（2013年度）”.   東日本旅客鉄道. 2019年3月29日閲覧。
16. ↑  “各駅の乗車人員（2014年度）”.   東日本旅客鉄道. 2019年3月29日閲覧。
17. ↑  “各駅の乗車人員（2015年度）”.   東日本旅客鉄道. 2019年3月29日閲覧。
18. ↑  “各駅の乗車人員（2016年度）”.   東日本旅客鉄道. 2019年3月29日閲覧。
19. ↑  “各駅の乗車人員（2017年度）”.   東日本旅客鉄道. 2019年3月29日閲覧。
20. ↑  “各駅の乗車人員（2018年度）”.   東日本旅客鉄道. 2019年7月10日閲覧。
21. ↑  “各駅の乗車人員（2019年度）”.   東日本旅客鉄道. 2020年7月10日閲覧。
22. ↑  “各駅の乗車人員（2020年度）”.   東日本旅客鉄道. 2021年7月20日閲覧。
23. ↑  “各駅の乗車人員（2021年度）”.   東日本旅客鉄道. 2022年8月3日閲覧。
24. ↑  “各駅の乗車人員（2022年度）”.   東日本旅客鉄道. 2023年7月11日閲覧。